# Serra de les Pedritxes
La serra de les Pedritxes és una serra situada entre els municipis de Matadepera i de Terrassa, a la comarca del Vallès Occidental, contrafort meridional de la serra de l'Obac, amb una elevació màxima de 790 metres.